# Aminatou Ahidjo
Aminatou Ahidjo est la fille cadette du tout premier président de la république du Cameroun Ahmadou Ahidjo. Née le 19 février 1966 à Yaoundé, elle est juriste, politologue et fait dans la communication politique. Elle est depuis le 29 juin 2016 nommée présidente du conseil d'administration du Palais des congrès de Yaoundé.

## Biographie

### Enfance et études
Fille du président Ahmadou Ahidjo et de Germaine Ahidjo, elle est la cadette d’une famille de 3 enfants avec comme sœurs Babette Ahidjo qui est morte le 21 février 2023 au Dakar , Aissatou Ahidjo et deux frères consanguins Mohamadou Badjika Ahidjo et Daniel Toufick. Elle connait une enfance très agitée entre plusieurs voyages et délocalisation due à la démission de son père comme président de la république du Cameroun le 6 novembre 1982. Cette instabilité ne lui permet pas de finir ses différents cursus académique.
De 1975 à 1995 : Elle est diplômée de l’institut des hautes études internationales et relations internationales de Paris, de l’Université catholique de Fribourg Suisse où elle obtient un DEUG en sociologie et une maîtrise en droit. Elle obtient son Baccalauréat littéraire au Lycée général Leclerc de Yaoundé avant l’exil de ses parents au Sénégal.

### Vie professionnelle et politique
De 1996 à 2013 : Elle effectue un stage professionnel en journalisme pendant 3 ans au quotidien d’animation Le soleil au Sénégal. En 1999, à la suite d'une collaboration avec le quotidien Le soleil, elle crée l’agence de communication Abacom qui deviendra plus tard Chrysalide. Elle réalise ensuite un projet touristique nommé les perles de corail et le jardin des perles de corail.
En 2013, elle est nommée présidente du conseil d’administration du palais des congrès de Yaoundé. Elle est membre du Rassemblement Démocratique du Peuple Camerounais (RDPC). Le 8 mai 2013 elle est candidate aux élections sénatoriales au Cameroun sans être retenue.

### Vie familiale
Célibataire et mère d’une petite fille.